# Molothrus
Molothrus es un género de aves paseriformes que agrupa a especies nativas de América, que se distribuyen desde Alaska y Canadá a través de América del Norte, Central, Antillas Menores y América del Sur hasta el centro de Argentina y Chile. A sus miembros se les conoce por los nombres populares de tordos (aunque nada tienen que ver con la familia Turdidae), chamones o vaqueros.

## Características
Un grupo de pájaros negros, relativamente pequeños, de pico corto, que son gregarios en campo abierto. Uno de ellos, el tordo gigante es mucho mayor y estaba anteriormente separado en un género monotípico, Scaphidura. Otra especie, el tordo músico (Agelaioides badius) ya hizo parte de este género, pero se demostró recientemente que no es un verdadero Molothrus.
 
Muchos son parásitos de puesta de otras aves, algunos de una sola especie como es el caso de Molothrus rufoaxillaris que pone los huevos en nidos del tordo músico, y cría sus pichones o el caso de Molothrus bonariensis que es un parásito interespecífico (parasita reproductivamente muchas especies de diferentes familias).

## Lista de especies
Según la clasificación del Congreso Ornitológico Internacional (IOC) (Versión 4.3, 2014), y Clements Checklist 6.9, agrupa a las siguientes 6 especies: 
- Molothrus rufoaxillaris Cassin, 1866 - tordo chillón;
- Molothrus oryzivorus (Gmelin), 1788 - tordo gigante;
- Molothrus aeneus (Wagler), 1829  - tordo ojirrojo;
- Molothrus armenti Cabanis, 1851 - tordo chico;
- Molothrus bonariensis (Gmelin) 1789 - tordo renegrido;
- Molothrus ater (Boddaert) 1783 - tordo capecipardo.